# ابو تیج
ابو تیج نام شهر و شهرستانی در استان اسیوط مصر است.